# 安井ゆたか
安井 ゆたか（やすい ゆたか、女性、1961年〈昭和36年〉5月20日 - ）は、タレント、ラジオパーソナリティ。
兵庫県宝塚市出身。松陰女子学院大学（現・神戸松蔭女子学院大学）卒業。P.I.S（パブリック・インフォメーション・スタイル）に所属していたが、現在はフリー。

## 人物
- 姉がいたが、心臓の持病が原因で既に亡くなっている。
- 実家が宝塚市の中山寺近くで薬屋を営んでいた。
- 2013年、永田まり（「桑原征平粋も甘いも」木曜パートナー）に鳥木千鶴（当時ABCアナウンサー）と間違えられた。

## 過去の出演番組

### テレビ
- 晴れ時々たかじん（ABCテレビ）
- ワイドABCDE〜す（ABCテレビ）
- 週刊!!ワイドABCDE〜す（ABCテレビ）
- 立原啓裕のからだのいい時間（サンテレビ）

### ラジオ
- 聞けば効くほどやしきたかじん（ABCラジオ）[1]
- 男と女の物語（ABCラジオ）[1]
- 阪神・巨人のさわやかサタデー（ABCラジオ）
- 立原啓裕の昼はおまかせ!電リクだぁ!!（ABCラジオ）
- 歌謡曲これイチバン（ラジオ大阪)
- ほんまもん!原田年晴です（ラジオ大阪、月・火曜パートナーで2006年10月～2007年9月までは水・木曜も担当）
- 夜は、おととも・もうすぐ夜明けABC（ABCラジオ、土曜早朝・最終パーソナリティ）